# Herb Sochaczewa
Herb Sochaczewa – jeden z symboli miasta Sochaczew w postaci herbu.

## Wygląd i symbolika
Herb przedstawia w srebrnym polu tarczy wzoru hiszpańskiego czerwony zamek o dwóch blankowanych wieżach. Każda wieża posiada dwa czarne okna łukowe w układzie jedno nad drugim. Przed basztami znajduje się czerwony, blankowany, ceglany mur. Poniżej muru falują błękitne wody. Pomiędzy wieżami jest kolejny, nieco wyższy czerwony, blankowany i ceglany mur, zza którego wyłania się postać rycerza w szarej zbroi z podniesionym do góry mieczem w prawej ręce.
Herb odwołuje się do dawnej historii Sochaczewa i akcentuje jego średniowieczny rodowód. Budowlą obronną jest zamek książąt mazowieckich, którego ruiny znajdują się na Górze Zamkowej w centrum miasta. Rycerz w pozie bojowej przypomina wielokrotne walki i potyczki, których miasto było świadkiem na przestrzeni wieków. Błękitne wody obmywające wody zamku są symbolem Bzury, która ongiś miała swoje koryto bliżej Góry Zamkowej i była zasadniczym powodem ulokowania zamku na jednej z platform na skarpie bzurzanej. Herb ten jest najstarszym znanym herbem miasta, występującym już na pieczęciach w średniowieczu.

## Historia
Sochaczew, podobnie jak 148 miast w guberni warszawskiej otrzymał nowy herb w 1847 roku (nie zatwierdzony przez komisję rządową). Wyglądał on w następujący sposób: na czerwonym tle była biała, okrągła baszta z bramą i blankami. Ponad basztą był wizerunek białego orła (połowa), poniżej zielona murawa. 
W 1915 roku odrzucono dotychczas używane pieczęcie i sięgnięto do archiwów w poszukiwaniu bardziej odpowiednich. Wówczas przyjęto wersję herbu miasta stworzoną w 1847 roku i używano jej do końca II wojny światowej. Od tego czasu w użyciu jest najstarsza, XV-wieczna wersja herbu Sochaczewa.